# Ertvågsøen
Ertvågsøen (også kaldt Ertvågøsya og Artvågsøya) er en frodig og bjergrig ø i Aure kommune i Møre og Romsdal fylke i Norge. Øen har et areal på 139,30 km². Den er delt i to næsten lige store dele, dels af Foldfjorden som skærer sig ind i øen fra nord, og dels af Skausetvatnet som fortsætter fra Foldfjorden og videre sydover mod Vågosen. I vest danner Imarsundet skellet til øerne Solskjel og Stabblandet. I nord grænser øen til Trondheimsleia, og i øst danner Aursundet skellet til fastlandet og Aure centrum. Mod syd ligger Vinjefjorden som danner grænse til Heim kommune.

Sydsiden af Ertvågsøya hørte en tid til Valsøyfjord kommune, og gårdene langs Imarsundet hørte tidligere til Tustna kommune (1874–1964), men blev lagt til Aure kommune 1. januar 1965. Omkring øen ligger flere mindre øer, som Rottøya og Ruøya i øst og Jøssøya og Bærøya i nord, samt Stabblandet (tidligere Tustna) i vest.

## Steder
- Arasvika
- Foldfjorden
- Fuglvågen
- Mjosundet
- Sagvågen
- Vingsnes
- Vågosen

## Trafik
Det er vejforbindelse til Aure via fylkesvej 680 over Mjosundbrua, Smalsundbrua og Aursundbrua. Fra januar 2007 blev Ertvågsøya og Stabblandet knyttet sammen af Imarsundbrua, som blev åbnet 11. januar 2007. Mellem Arasvika og Hennset er der færgeforbindelse.